# Mercy (Yonne)
Mercy ist eine französische Gemeinde mit 77 Einwohnern (Stand: 1. Januar 2022) im Département Yonne in der Region Bourgogne-Franche-Comté (vor 2016 Bourgogne); sie gehört zum Arrondissement Auxerre und zum Kanton Brienon-sur-Armançon. 

## Geographie
Mercy liegt etwa 24 Kilometer nordnordöstlich von Auxerre. Umgeben wird Mercy von den Nachbargemeinden Bellechaume im Norden und Westen, Champlost im Osten sowie Brienon-sur-Armançon im Süden und Westen.

## Bevölkerungsentwicklung
| Jahr                      | 1962 | 1968 | 1975 | 1982 | 1990 | 1999 | 2006 | 2013 |
| Einwohner                 | 79   | 63   | 56   | 68   | 75   | 74   | 73   | 81   |
| Quelle: Cassini und INSEE |      |      |      |      |      |      |      |      |

## Sehenswürdigkeiten
- Kirche Sainte-Anne